# Beylikdüzü
Beylikdüzü ist eine Stadtgemeinde (Belediye) im gleichnamigen Ilçe (Landkreis) der Provinz Istanbul in der türkischen Marmararegion und gleichzeitig ein Stadtbezirk der 1984 gebildeten Büyükşehir belediyesi İstanbul (Großstadtgemeinde/Metropolprovinz). Beylikdüzü liegt auf der europäischen Seite und ist seit der Gebietsreform ab 2013 flächen- und einwohnermäßig identisch mit dem Landkreis.

## Geographische Lage
Im Süden grenzt Beylikdüzü an das Marmarameer, im Norden an den Kreis/Stadtbezirk Esenyurt, im Osten an den Kreis/Stadtbezirk Avcılar und im Westen an den Kreis/Stadtbezirk Büyükçekmece.

## Verwaltung
Durch das Gesetz Nr. 5747 erhielten das Zentrum von Istanbul einen neuen Zuschnitt durch die Bildung von acht neuen Kreisen. Dazu zählte auch der Kreis Beylikdüzü der aus folgenden Elementen des Kreises Büyükçekmece gebildet wurde:
- alle 5 Mahalle der Stadt (Belediye) Beylikdüzü
- 3 von 4 Mahalle der Stadt Gürpınar
- 2 der 3 Mahalle der Stadt Yakuplu

Die Mahalle dieser drei Städte wurden zur neuen Stadt Beylikdüzü vereint, die damit auch gleichzeitig der einzige Ort in dem neuen Landkreis war und ist.

## Bevölkerung

### Einwohnerentwicklung
| Jahr      | 2008    | 2010    | 2012    | 2014    | 2016    | 2018    | 2019    | 2020    |
| --------- | ------- | ------- | ------- | ------- | ------- | ------- | ------- | ------- |
| Einwohner | 185.633 | 204.863 | 229.114 | 262.463 | 297.413 | 331.525 | 352.412 | 365.564 |

Ende 2020 lebten durchschnittlich 36.556 Menschen in jedem der zehn Mahalle, 101.668 Einw. im bevölkerungsreichsten (Adnan Kahveci Mah.). Eine Liste der Mahalle kann hier abgefragt werden.

## Geschichte
Man geht davon aus, dass Beylikdüzü erstmals im 2. Jahrhundert n. Chr. von Griechen aus Byzantion als Bauerndorf besiedelt wurde. Für die Bewohner Konstantinopels stellte der Ort eine besondere Attraktion dar, der auch nach der Eroberung von Konstantinopel im Jahr 1453 seine Popularität behielt. In der späten osmanischen Zeit wurde der Ort als „Garten“ bezeichnet, der nach der Gründung der türkischen Republik bis 2003 als "Kavaklı" bezeichnet wurde, das auf die große Anzahl an Pappeln hindeutet. Der heutige Name lautet „Ebenen der Bey“.
Nach dem Erdbeben von Gölcük 1999 zogen viele Bürger aus den Bezirken Istanbuls nach Beylikdüzü. Im Zuge des Ausbaus der Metrobus zwischen Avcılar und Beylikdüzü war auch Beylikdüzü von der Flüchtlingskrise betroffen. Die Popularität von Beylikdüzü ist in den letzten Jahren stark gestiegen und wurde zu einem Zentrum für Wohn- und Gewerbeinvestitionen.
Nach einer Verwaltungsreform 2013 ist das Gebiet der Großstadt mit dem der Provinz identisch, in jedem der İlçe (untergeordnete staatliche Verwaltungsbezirke) besteht eine namensgleiche Gemeinde, die jeweils dessen gesamtes Gebiet umfasst und die der Großstadtgemeinde untergeordnet ist. Die Kreise/Gemeinden sind in Mahalle untergliedert, denen ein Muhtar vorsteht.

## Verkehr
Durch Beylikdüzü führt die Europastraße 5.
Zudem ist Beylikdüzü durch die Istanbuler Metrobusse an die Innenstadt und den Atatürk Airport angebunden, es gibt 3 Linien dort:

- 34C Beylikdüzü - Cevizlibağ
- 34BZ Beylikduzu - Zincirlikuyu
- 34G Beylikdüzü - Söğütlüçeşme

## Bürgermeister
- Orhan Tıraşoğlu ANAP 1994–2004
- Vehbi Orakçı AKP 2004–2009
- Yusuf Uzun AKP 2009–2014
- Ekrem İmamoğlu CHP 2014–2019
- Mehmet Murat Çalık CHP 2019–

## Partnerschaften
Der Bezirk bahnt derzeit eine Gemeindepartnerschaft mit der Stadt Paderborn in Nordrhein-Westfalen an.